# BabyTV
BabyTV è il network principale al mondo per i bambini fino ai 3 anni e per i loro genitori; trasmette 24 ore al giorno ed è senza pubblicità. BabyTV, che fa parte del portafoglio di canali di The Walt Disney Company, è disponibile in oltre 100 Paesi, su oltre 750 piattaforme e in 20 lingue. BabyTV trasmette programmi creati con l'aiuto di esperti dello sviluppo dei bambini. In Italia è debuttato il 1º agosto 2009 all'interno della piattaforma Sky Italia ed ha chiuso i battenti il 1º ottobre 2022.

## Storia
BabyTV fu sviluppata, nel 2003, da Maya and Liran Talit, con lo scopo di offrire ai genitori una programmazione 24 ore su 24, specificatamente creata per i bambini più piccoli. Nell'ottobre del 2007, Fox International Channels acquisì la maggioranza di BabyTV, inserendo il canale nell'offerta che già includeva Fox Crime, FX, National Geographic e altri canali. Nell'agosto del 2018, Fox Networks Group (FNG) ha acquisito il 100% di BabyTV, che viene distribuita dai suoi uffici internazionali. Dal 1º ottobre 2022 non è più visibile su Sky.

## Temi
I programmi sono sviluppati da BabyTV, che ne detiene la proprietà al 100% e sono creati specialmente per i bambini piccoli e i loro genitori, con l'aiuto di esperti dell'infanzia.
I programmi della rete, categorizzati in base a vari temi, si concentrano sulle varie fasi dell'apprendimento e dello sviluppo che i bambini affrontano nei primi anni di vita. I temi includono: concetti di base, creazione delle amicizie, attività, indovinelli, natura e animali, musica e arte, immaginazione e creatività, canzoni e filastrocche, programmi notturni.
I programmi di BabyTV introducono importanti temi di apprendimento e sono progettati per permettere ai genitori e ai bambini di interagire insieme.

## Applicazione
BabyTV Video: Kids TV & Songs è l'app video di BabyTV. Include episodi di BabyTV, filastrocche e canzoni per bambini. È disponibile solo su iPhone, iPad ed Apple TV.